# Oriol Soldevila
Oriol Soldevila Puig (Barcelona, España, 26 de marzo de 2001) es un futbolista español que juega como centrocampista en el  Hércules de Alicante CF de la Primera Federación.

## Trayectoria
Como jugador juvenil se incorporó a la cantera del equipo español de tercera división U. E. Cornellà. En 2018 ingresó en la cantera del F. C. Barcelona. En 2020 ingresó en la cantera del club inglés de segunda división Birmingham City F. C.
En 2022 fichó por el C. F. Intercity. El 4 de enero de 2023, marcó un triplete en la derrota por 3-4 tras la prórroga ante el F. C. Barcelona en la Copa del Rey.
En junio de 2024 fichó por el Hércules de Alicante CF.

## Estadísticas

### Clubes
Actualizado al último partido disputado el 4 de agosto de 2025.
| Club                     | Div.          | Temporada     | Liga  | Liga  | Liga   | Copas nacionales | Copas nacionales | Copas nacionales | Copas internacionales | Copas internacionales | Copas internacionales | Total | Total | Total  |
| Club                     | Div.          | Temporada     | Part. | Goles | Asist. | Part.            | Goles            | Asist.           | Part.                 | Goles                 | Asist.                | Part. | Goles | Asist. |
| ------------------------ | ------------- | ------------- | ----- | ----- | ------ | ---------------- | ---------------- | ---------------- | --------------------- | --------------------- | --------------------- | ----- | ----- | ------ |
| C. F. Intercity · España | 1.ª F         | 2022-23       | 37    | 2     | 5      | 3                | 4                | 0                | —                     | —                     | —                     | 40    | 6     | 5      |
| C. F. Intercity · España | 1.ª F         | 2023-24       | 15    | 3     | 2      | 0                | 0                | 0                | —                     | —                     | —                     | 15    | 3     | 2      |
| C. F. Intercity · España | Total club    | Total club    | 52    | 5     | 7      | 3                | 4                | 0                | 0                     | 0                     | 0                     | 55    | 9     | 7      |
| Hercules C.F. · España   | 1.ª F         | 2024-2025     | 30    | 11    | 0      | 1                | 0                | 0                | 0                     | 0                     | 0                     | 31    | 11    | 0      |
| Hercules C.F. · España   | 1.ª F         | 2025-2026     | 0     | 0     | 0      | 0                | 0                | 0                | 0                     | 0                     | 0                     | 0     | 0     | 0      |
| Hercules C.F. · España   | Total club    | Total club    | 30    | 11    | 0      | 1                | 0                | 0                | 0                     | 0                     | 0                     | 31    | 11    | 0      |
| Hercules C.F. · España   | Total Carrera | Total Carrera | 82    | 16    | 7      | 4                | 4                | 0                | 0                     | 0                     | 0                     | 86    | 20    | 7      |